# Ведо (остров)
Ведо (кор. 외도, 外島, Oedo, Oedo) — остров в Жёлтом море, принадлежит Южной Корее. Остров является частью города Кодже, провинции Кенсан-Намдо. Остров знаменит приморским ботаническим садом в рамках национального парка «Hallyeo Haesang National Park», построенного Ли Чан Хо и его женой, когда они поселились на острове в 1969 году.

## История
В прошлом Ведо был плохо заселенным скалистым островом. Здесь не было электроэнергии и телефона из-за его изолированности. В эти времена здесь насчитывалось только 8 домов.
В 1969 году мистер Ли Чан Хо и его жена начали создавать сад. Сначала они выращивали мандарины и разводили свиней. Однако это им не удалось, и они начали строить Ботанический сад.
В 1976 году их план по культивированию земли получил зелёный свет. Были освоены редкие виды растений, такие как Агава американская, Роза саншайнская, ветряная пальма, C.peruvianus (род кактуса) и многие другие. Ведо имеет приморский климат с мягкой и немного субтропической погодой.

## Ботанические активы
Остров является домом для более чем 3000 видов растений, включая многие субтропические растения, таких, как кактус, пальма, эвкалипт, хвощ, лен, агава. Сад настолько красив, что его называют раем в Корее. Через сад проходят большое количество туристических экскурсионных путей.

## Галерея

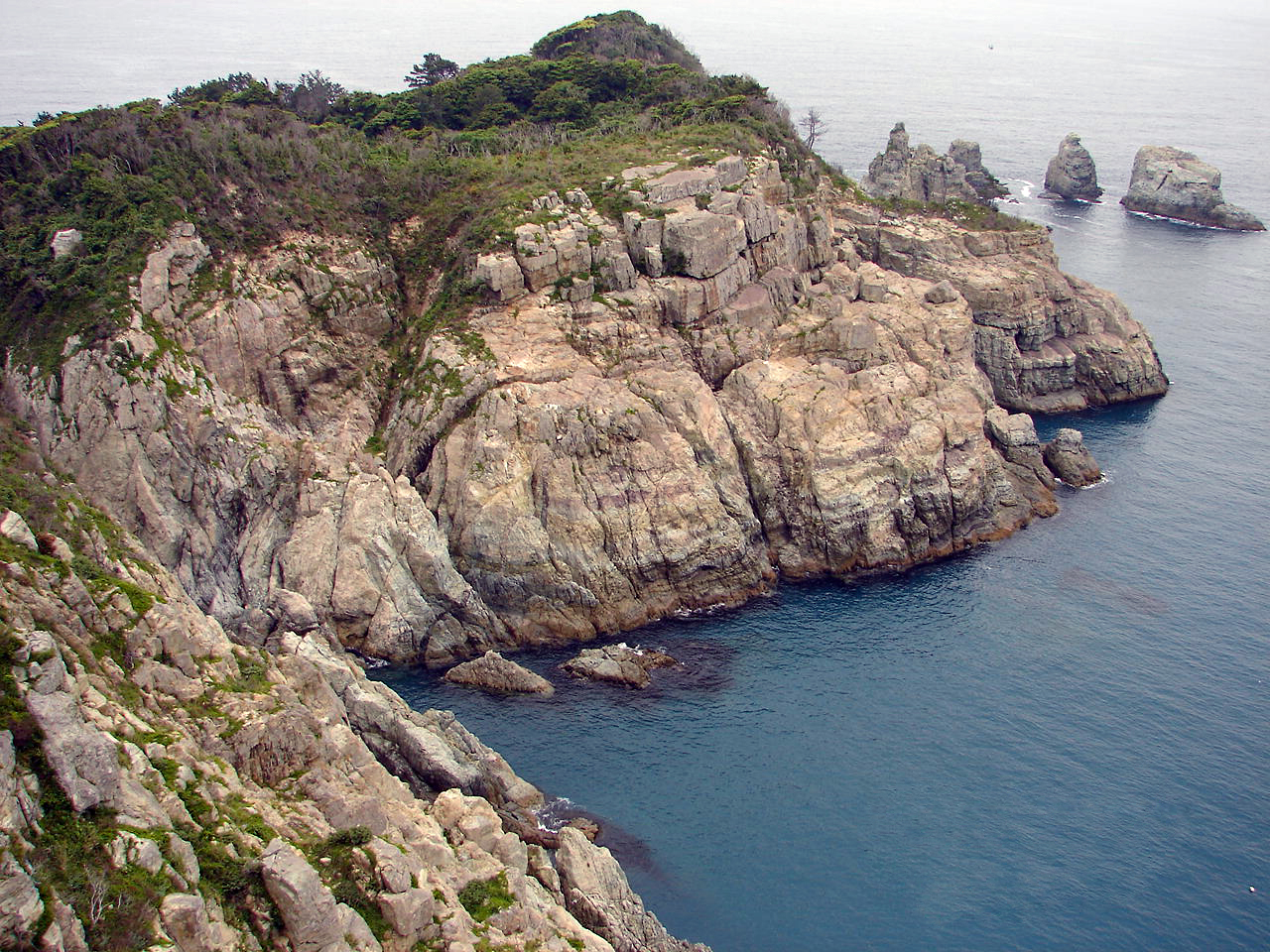
Национальный парк Халлё-хэсан
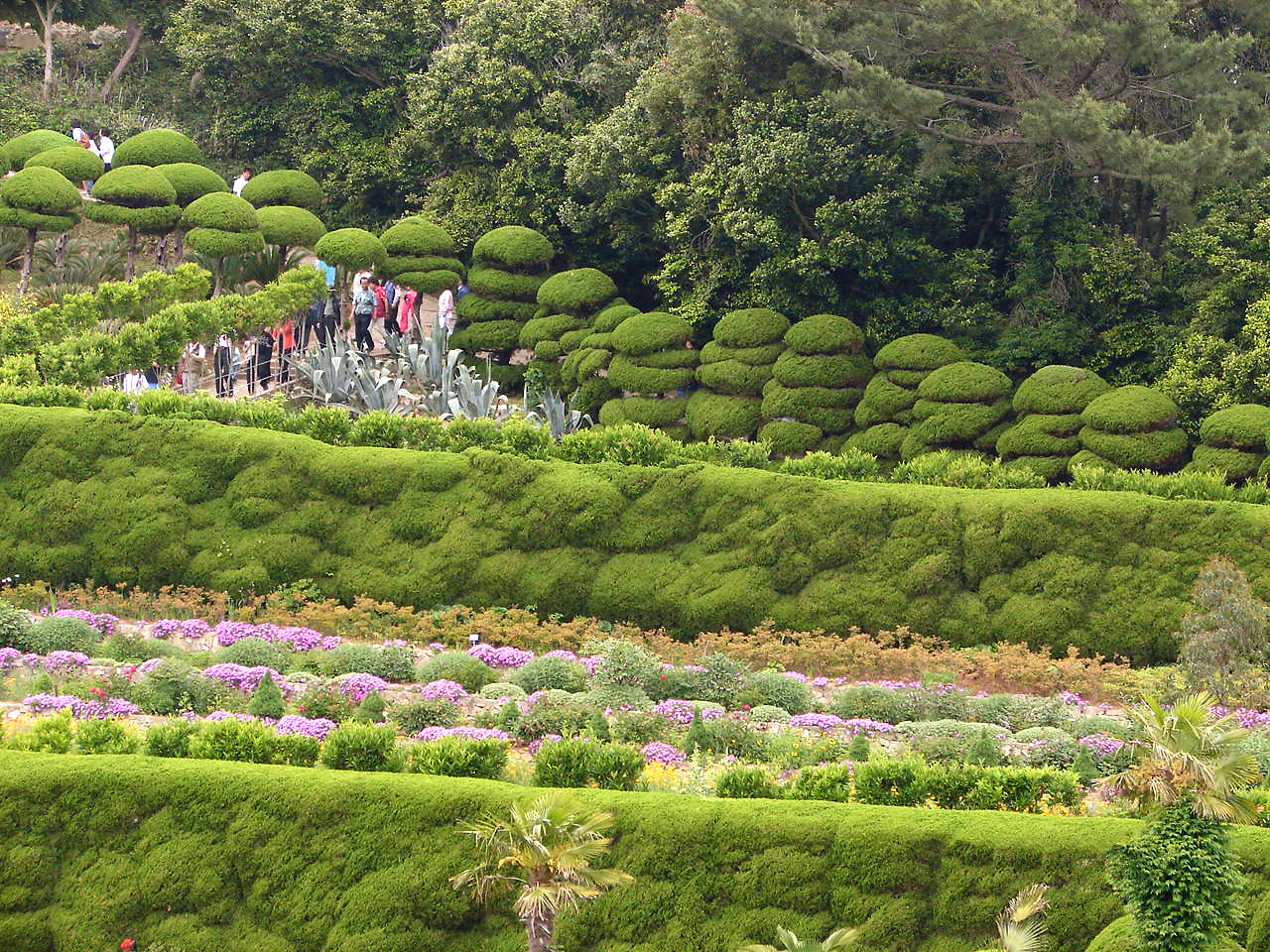
Ботанический сад
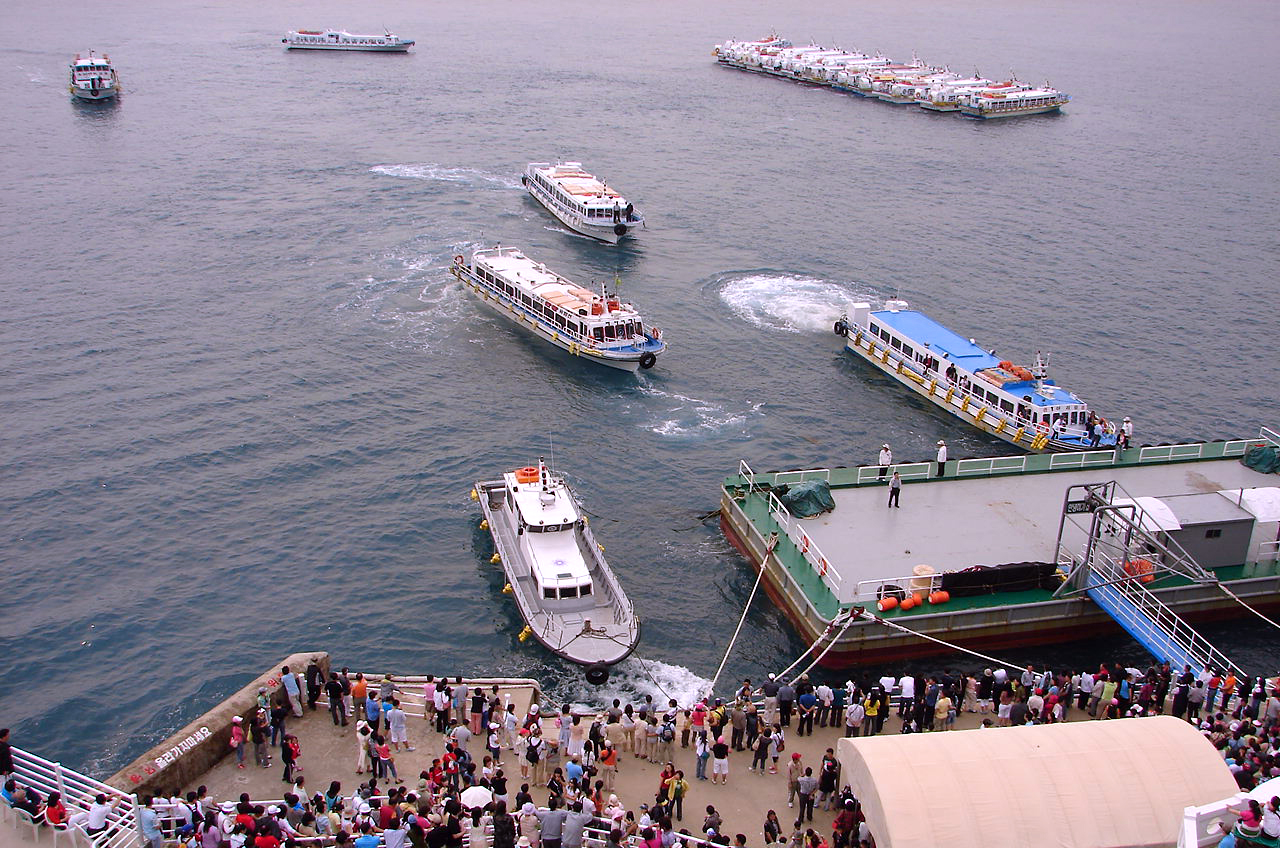
Причал
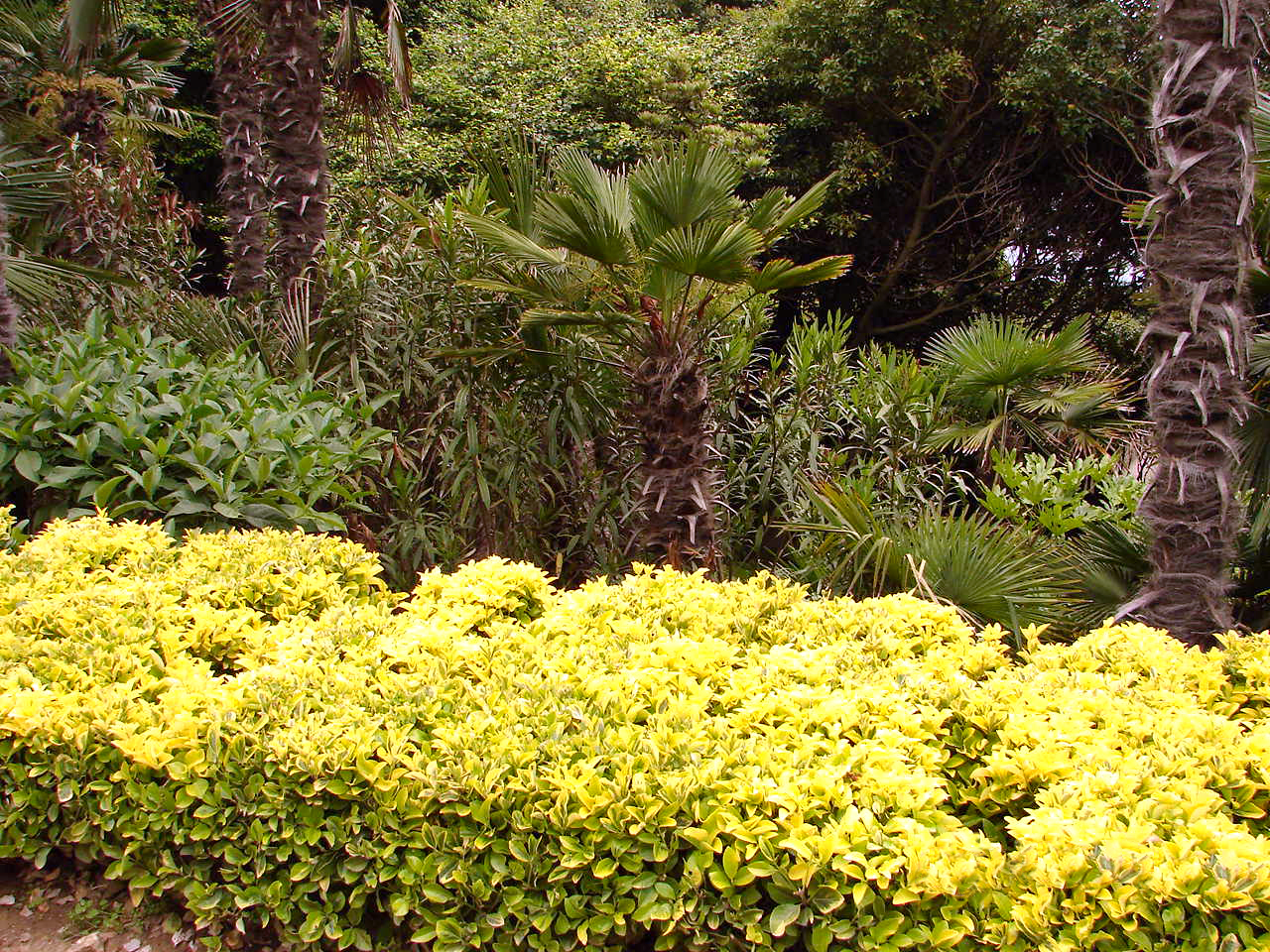
Ботанический сад
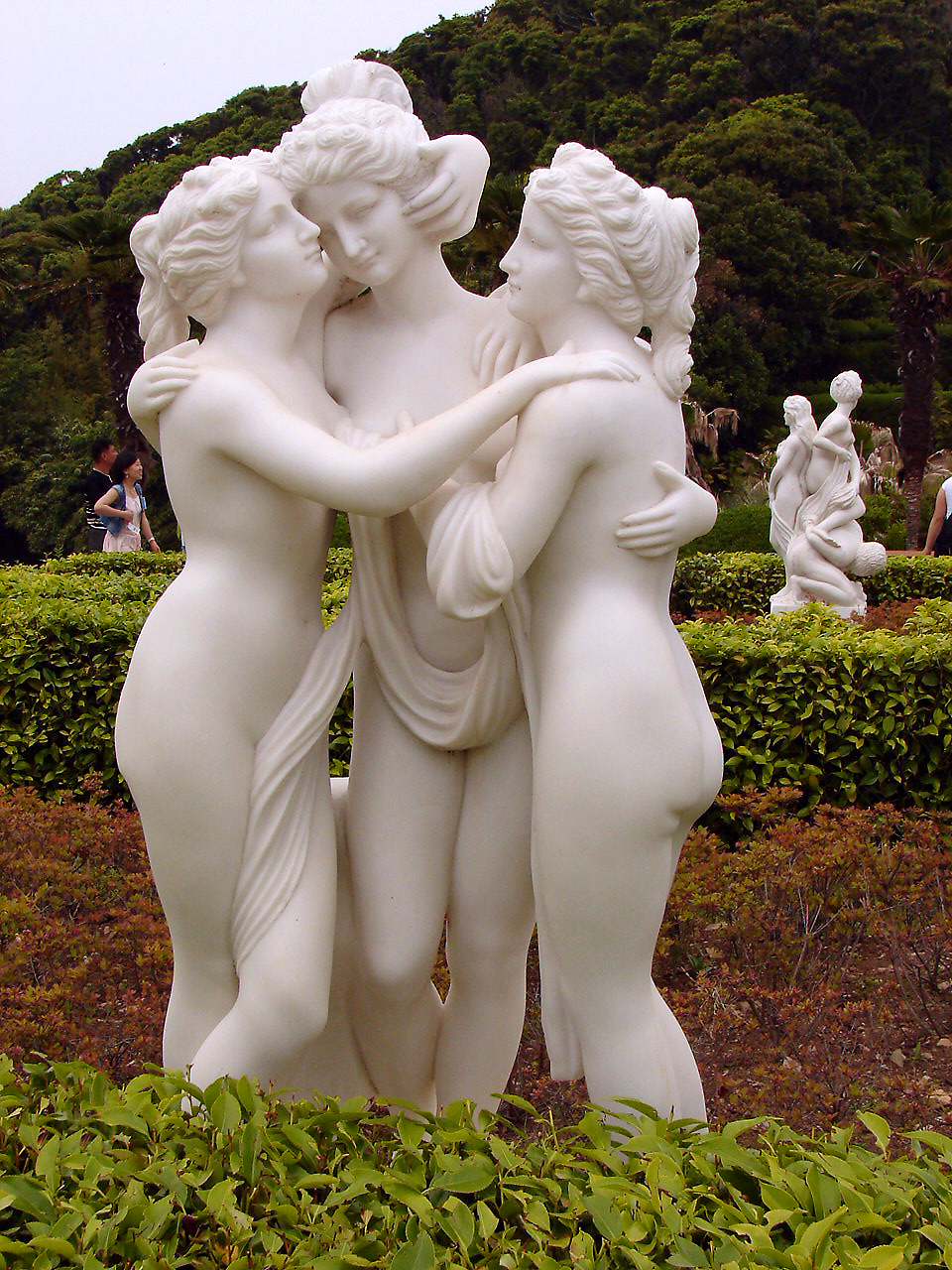
Скульптуры
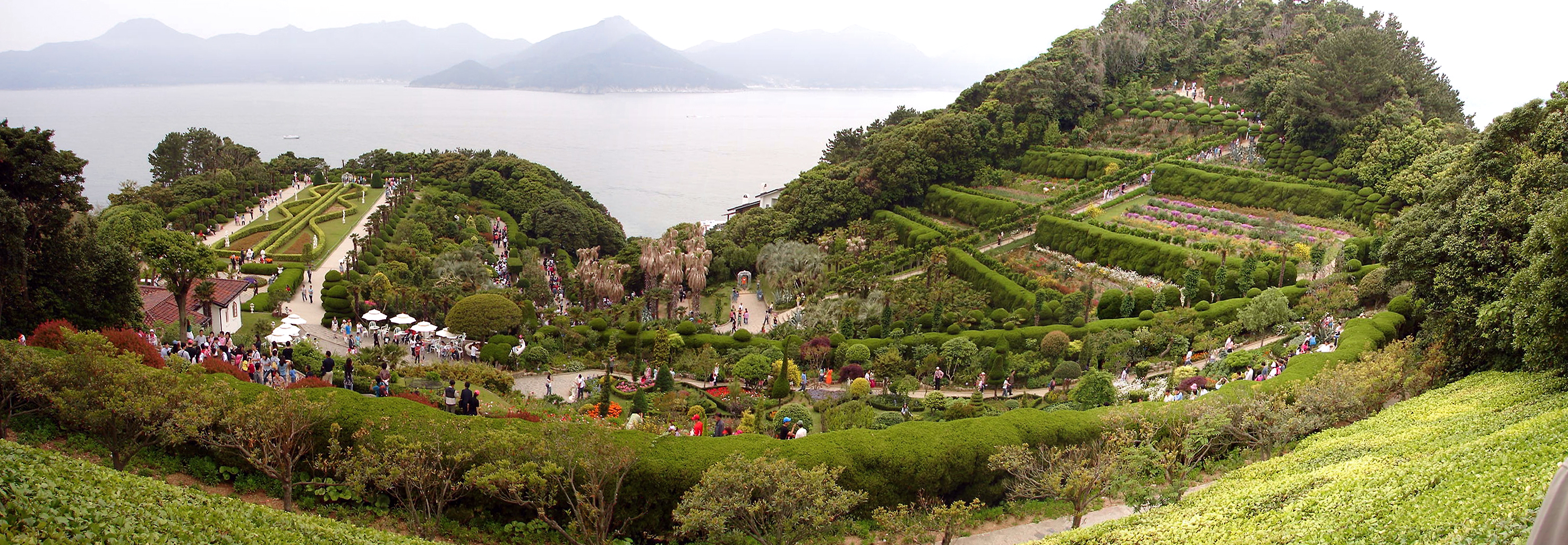
Обзор ботанического сада
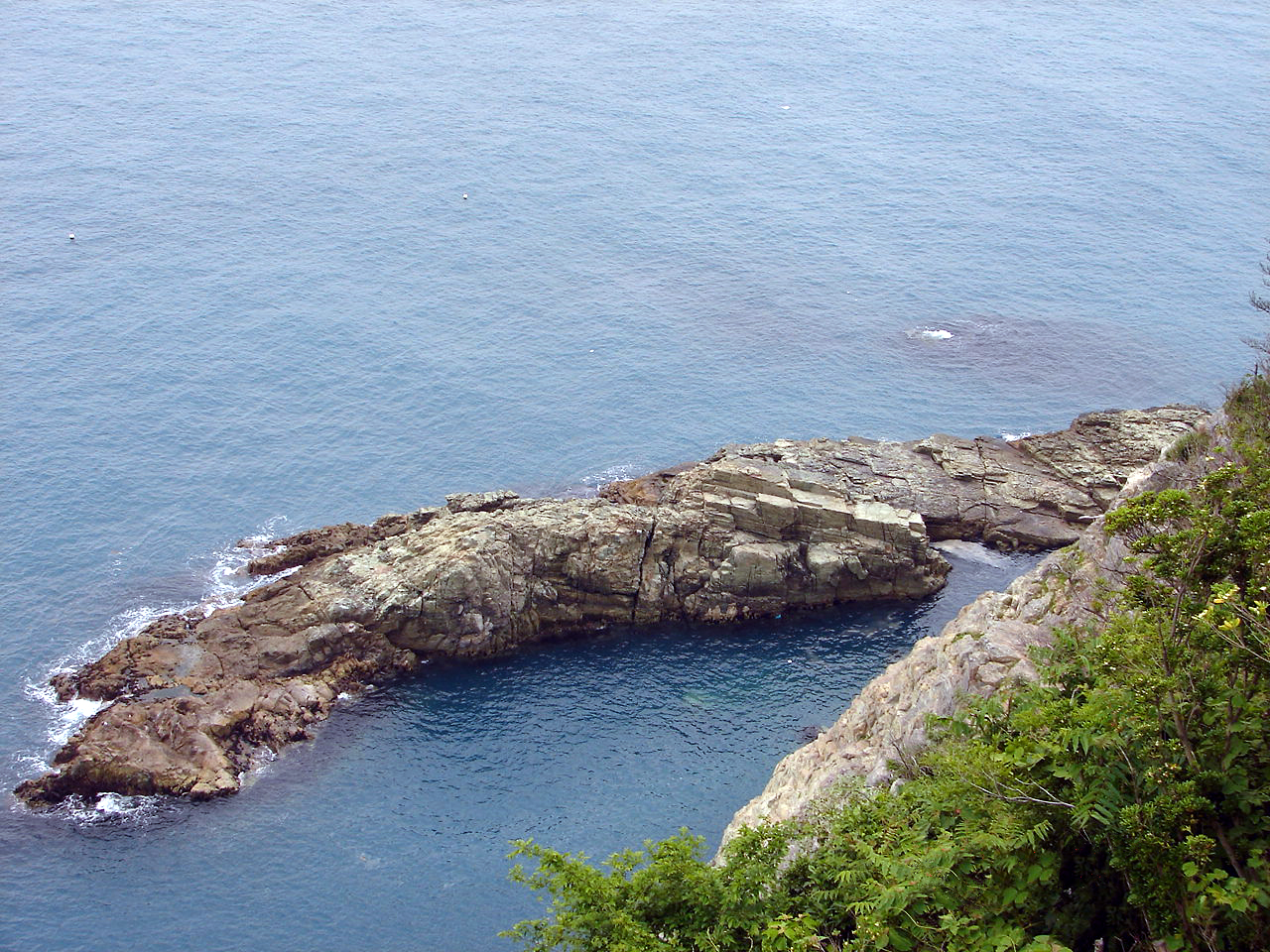
Национальный парк Халлё-хэсан
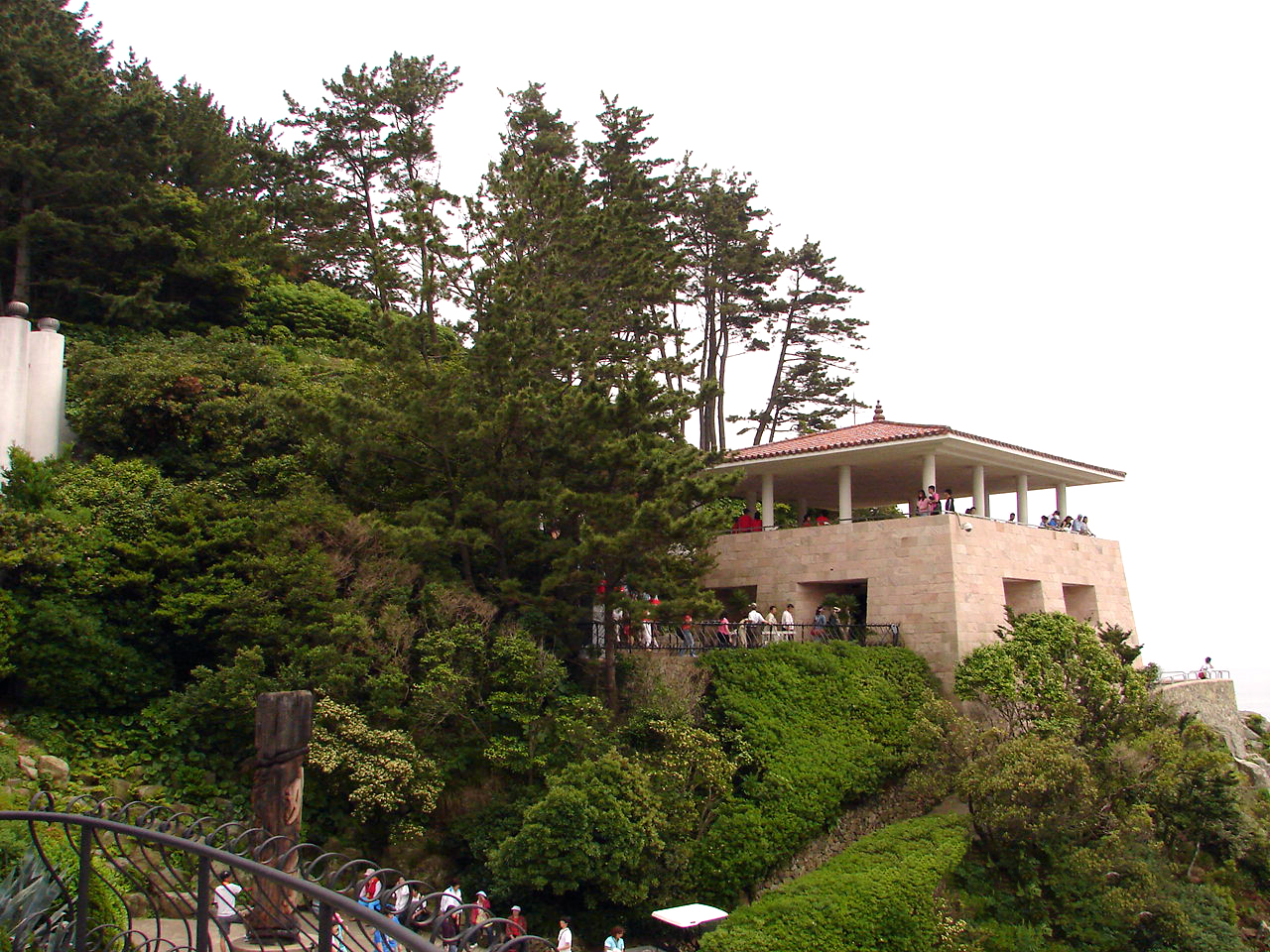
Наблюдательный пункт